# Lijst van Stolpersteine in Heeze-Leende

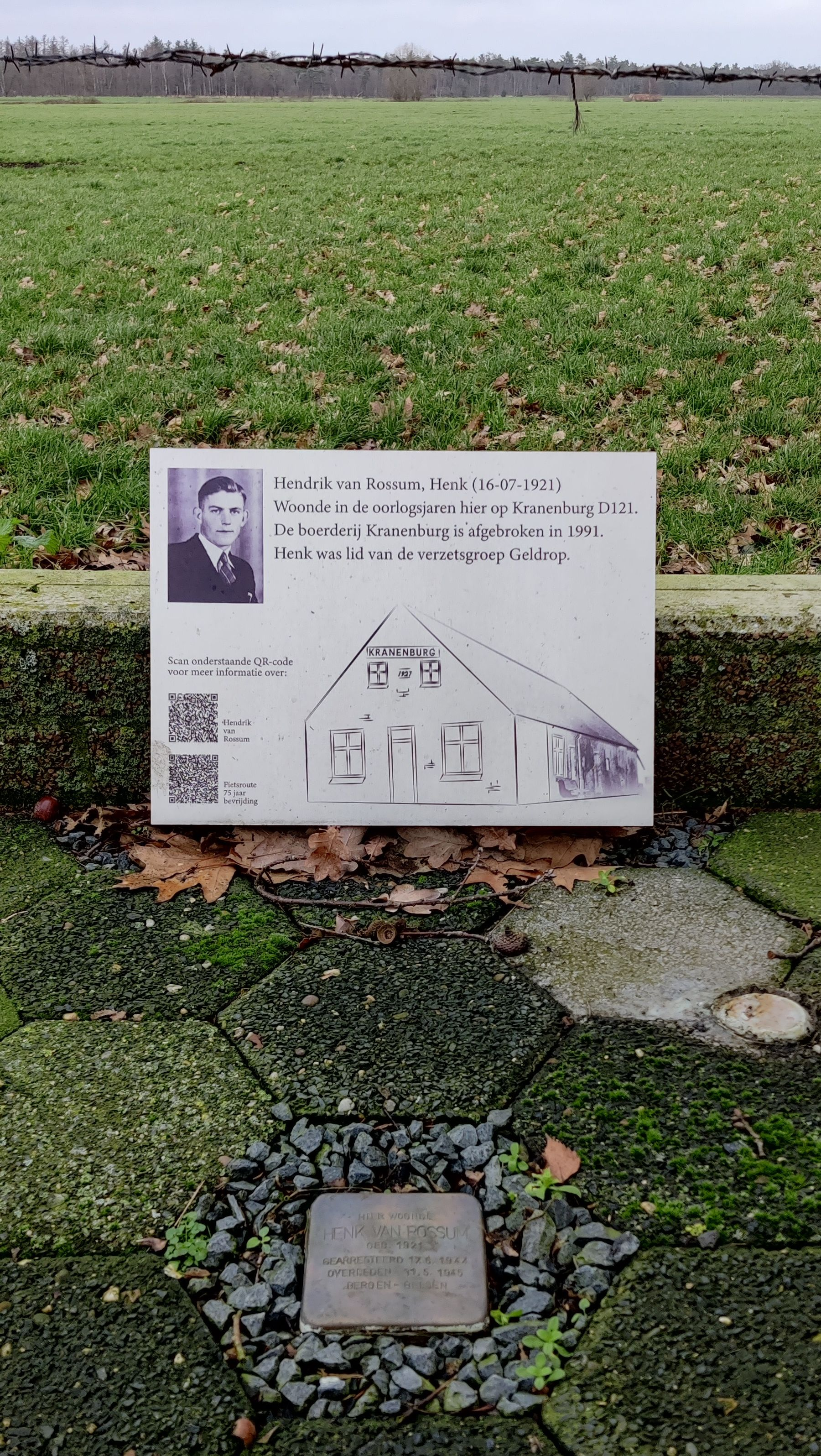
Stolperstein voor Henk van Rossum, Sterksel

De lijst van Stolpersteine in Heeze-Leende geeft een overzicht van de gedenkstenen die in de gemeente Heeze-Leende in de Nederlandse provincie Noord-Brabant zijn geplaatst in het kader van het Stolpersteine-project van de Duitse beeldhouwer-kunstenaar Gunter Demnig.
Stolpersteine zijn opgedragen aan slachtoffers van het nationaalsocialisme, al diegenen die zijn vervolgd, gedeporteerd, vermoord, gedwongen te emigreren of tot zelfmoord gedreven door het nazi-regime. Demnig legt voor elk slachtoffer een aparte steen, meestal voor de laatste zelfgekozen woning.
Omdat het Stolpersteine-project doorloopt, kan deze lijst onvolledig zijn.

## Stolpersteine
In Heeze-Leende liggen vier Stolpersteine: twee in Heeze, een in Leende en een in Sterksel.

### Heeze
In Heeze liggen twee Stolpersteine op twee adressen.
| Afbeelding | Inscriptie | Adres                                             | Herdachte persoon                                                   |
| ---------- | --- | ------------------------------------------------- | ------------------------------------------------------------------- |
|            | HIER WOONDE ANTOON VAN LIEROP GEB. 1923 GEARRESTEERD 20.6.1944 GEDEPORTEERD 1944 NEUENGAMME OVERLEDEN 6.4.1945 BAD SASSENDORF | Emmerikstraat 47 (voorheen nummer 39) Kaart (OSM) | Antonius van Lierop (1923-1945)                                     |
|            | HIER WOONDE THEO SERRARIS GEB. 1908 GEARRESTEERD 6.7.1944 VERMOORD 10.3.1945 BERGEN-BELSEN                                    | Kapelstraat 51 Kaart (OSM)                        | Theodore Willem Serraris (1908-1945) was de burgemeester van Heeze. |

### Leende
In Leende ligt een Stolperstein.
| Afbeelding | Inscriptie                                                                                  | Adres                     | Herdachte persoon                     |
| ---------- | ------------------------------------------------------------------------------------------- | ------------------------- | ------------------------------------- |
|            | HIER WOONDE HENRICUS WEIJERS GEB. 1922 GEARRESTEERD 16.5.1944 VERMOORD 30.1.1945 NEUENGAMME | Boschhoven 25 Kaart (OSM) | Henricus Josephus Weijers (1922-1945) |

### Sterksel
In Sterksel ligt een Stolperstein.
| Afbeelding | Inscriptie                                                                                     | Adres                 | Herdachte persoon              |
| ---------- | ---------------------------------------------------------------------------------------------- | --------------------- | ------------------------------ |
|            | HIER WOONDE HENK VAN ROSSUM GEB. 1921 GEARRESTEERD 17.6.1944 OVERLEDEN 31.5.1945 BERGEN-BELSEN | Peelven 9 Kaart (OSM) | Hendrik van Rossum (1921-1945) |

## Data van plaatsingen
- 25 september 2021